# Ixodes theilerae
Ixodes theilerae este o specie de căpușe din genul Ixodes, familia Ixodidae, descrisă de Joseph Charles Arthur în anul 1953. Conform Catalogue of Life specia Ixodes theilerae nu are subspecii cunoscute.